# Eugen Allwein
Eugen Allwein, detto Alisi (Monaco di Baviera, 26 febbraio 1900 – Monaco di Baviera, 5 ottobre 1982), è stato un alpinista, medico e sportivo tedesco, fu un abile alpinista d'alta quota, uno degli scalatori più affermati e illustri del suo tempo negli anni '20.  Fu uno dei primi tre rocciatori che scalò il Pik Lenin nel 1928  e un componente della spedizione alpinistica tedesca al Nanga Parbat del 1938.

## Biografia
Dopo essersi diplomato al Wilhelmsgymnasium di Monaco di Baviera, Allwein studiò medicina sempre nella stessa città dal 1919 al 1924. Da studente, fu membro dell'alleanza nazionalista e conservatrice di destra per la protezione e la difesa di vari Freikorps e un nazionalista convinto.  Fu conosciuto come “l’ultimo medico dei poveri di Monaco” e un membro della cerchia degli amici di Paul Bauer. Componente dell'Associazione Alpina Accademica di Monaco di Baviera insieme a Julius Brenner, Wilhelm Fendt, Willy Merkl, Peter Aufschnaiter, Karl Wien, Willo Welzenbach e Leo Maduschka, dal 1932 Allwein fu a capo del gruppo alpinistico del Club Alpino Tedesco e Austriaco  (Deutscher und Österreichischer Alpenverein (DuÖAV). In questa funzione fu in relazione con il capo sportivo del Reich, Hans von Tschammer und Osten, che nel 1933, durante un incontro a Berlino con Allwein, Raimund von Klebelsberg, Reinhold von Sydow e Robert Rehlen, convocò Paul Bauer lo nominò 
a capo del “Dipartimento per l'alpinismo e l'escursionismo nell'Associazione per l'esercizio fisico del Reich tedesco”.
Nel 1926, insieme a Welzenbach, effettuò la prima scalata della parete nord della Dent d'Hérens. Nel 1928 prese parte alla spedizione tedesco-sovietica al Pamir-Alaj, dove il 25 settembre, insieme a Karl Wien ed Erwin Schneider, effettuò la prima scalata del Lenin Pik, alto 7.134 m, la vetta più alta mai scalata fino a quel momento. Partecipò alla spedizione tedesca al Kangchenjunga nel 1929 e nel 1931, entrambe però senza raggiungere il loro obiettivo.

## Carriera alpinistica
Già all'età di sette anni, Eugen Allwein viaggiò in montagna con suo padre e scoprì il suo amore per la montagna, che non lo abbandonerà mai fino alla fine. Negli anni '20 fu uno degli alpinisti più affermati e illustri del suo tempo e una figura di spicco nel panorama alpinistico di Monaco di Baviera. Le prime ascensioni furono effettuate nel Karwendel, sui monti del Kaiser e sullo Steinernes Meer, negli Alti Tauri e nelle Alpi occidentali. Seguirono altre difficili spedizioni nelle Alpi orientali e occidentali a metà degli anni '20, come la parete est del Monte Rosa nel 1924, la traversata della cresta Peuterey sul Monte Bianco con Willo Welzenbach (1924); Nel 1925, lui e Welzenbach effettuarono anche la prima scalata della parete nord della Dent d'Hérens, alta 1300 metri, all'epoca la via di ghiaccio più difficile. Nel 1927, la scalata del fianco del Brenva sul Monte Bianco ebbe successo. Nel 1928, Allwein prese parte alla spedizione tedesco-russa nell'Alay Pamir sotto la guida di Willi Rickmers. Insieme a Karl Wien ed Erwin Schneider scalò per la prima volta il Pik Lenin, alto 7130 metri. Eugen Allwein era anche uno sciatore e uno scialpinista appassionato. Riuscì a percorrere le Alpi della Val Monastero nella Bassa Engadina, compiendo anche la prima scalata invernale di questa catena montuosa. I suoi compagni di montagna furono Wilhelm Welzenbach, Wilhelm Fendt, W.Radke, F.Gäbler, Eduard Scherer.  Nel 1921 prese parte alla scalata dell'Annaberg in Slesia. 
- 1923 primo tentativo di scalata del Tiefkarspitze,  cresta nord est e cresta est, 2.431 m, (Karwendel);
- 1923 primo tentativo del Hocheisspitze, cresta est, 2.523 m, (Alpi di Berchtesgaden);
- 1923 primo tentativo del lato occidentale del Lärchfleckspitze,  parete nordovest, 2.303 m, (Karwendel);
- 1923 primo tentativo del Karwendelkopf,  parete est, 2.366 m, (Karwendel);
- 1924 primo tentativo del Karwendelkopf parte settentrionale, parete nord, 2.360 m, (Karwendel);
- 1924 primo tentativo dell'Eiskarlspitze, parete nord dall'Eiskarl orientale, 2.613 m, (Karwendel);
- 1924 prima salita della cresta occidentale dell'Hochkarspitze, 2.484 m, (Karwendel);
- 1924 primo attraversamento del Pflerscher Tribulaun dalla cima occidentale alla cima orientale, 3.096 m, (Alpi dello Stubai);
- 1924 prima salita della cresta occidentale dello Schärtenspitze, V+, 2.153 m, (Alpi di Berchtesgaden);
- 1924 prima salita della parete nord della cima occidentale del Breithorn di Zermatt, 4.165 m, (Alpi vallesane);
- 1924 salita della parete est del Monte Rosa, Grenzgipfel, 1.200 m, 4.596 m, (Alpi vallesane);
- 1925 salita al Monte Bianco-Peutereygrat, V, 4807 m, (zona del Monte Bianco)
- 1925 prima salita all'Aiguille Noire, cresta sud, terza salita alla Torre Welzenbach, (zona Monte Bianco);
- 1925 prima salita alla Torre Schliefertürme-sud-est, 3.113 m, (Gruppo del Venediger);
- 1925 primo tentativo alla Leutascher Dreitorspitze, cresta sud-ovest diretta, IV, 2673 m, (Wetterstein);
- 1925 primo tentativo alla Probstenwand, cresta est, III, 1.618 m, (Prealpi bavaresi);
- 1925 primo tentativo al Dent d'Hérens, parete nord, IV, 48°-60°, 1.300 HM, 4.171 m, (Alpi vallesane);
- 1926 prime ascensioni nel Karwendel, Monti del Kaiser e Steinernes Meer;
- 1926 primo tentativo alla Schärtenwand, parete nord-est, 2.153 m, (Alpi di Berchtesgaden);
- 1926 primo tentativo all'Aiguille Noire, cresta sud, terza salita alla Punta Welzenbach, 3.355 m, (zona del Monte Bianco);
- 1926 salita alla Reichenspitze, parete sud-gola sud, 350 HM, 3.303 m, (Alpi della Zillertal);
- 1926 prima salita alla Reichenspitze-parete sud diritta, 3.303 m, (Alpi della Zillertal);
- 1926 prima salita alla Schlieferspitze-parete sud-parete inferiore, 3.185 m, (Gruppo del Venediger);
- 1926 prima salita alla Schlieferturm settentrionale (3.141 m) e Schlieferturm meridionale (3.113 m); prima salita dell'intera cresta e prima salita alla Schlieferturm meridionale, (Gruppo del Venediger);
- 1926 prima salita al Leutascher Dreitorspitze, cresta ovest, 2.674 m, (Wetterstein) con F. Gäbler e W. Radke;
- 1927 prima salita al Gschnitzer Tribulaun da est, 2.957 m, (Alpi dello Stubai);
- 1927 prima salita alla parete sud del Gschnitzer Tribulaun, 2.957 m, (Alpi dello Stubai);
- 1927 salita al Kleinkaiserl, parete sud-ovest diretta, 2.216 m, (Monti del Kaiser);
- 1927 salita al Rumer Spitze, parete est, 2.453 m, (Karwendel);
- 1927 salita al Westliches Kirchl da nord-est, 2.245 m, (Karwendel);
- 1927 prima salita al Kleinkaiserl, parete sud-ovest diretta, IV-, 120 m, 2.119 m, (Wilder Kaiser);
- 1927 salita al Monte Bianco, versante del Brenva, 1.500 m, 4.807 m, (area del Monte Bianco);
- 1928 prima salita invernale al Piz Chamins, 2.933 m, (Gruppo Samnaun);
- 1928 salita di numerose vette di cinquemila e seimila metri;
- 1928 prima salita con gli sci del Kok-su-kur-bashi, 5.700 m, (catena Trans-Alaj, Pamir)[3];
- 1928 prima salita al Picco Vera Slutskaya, 5.910 m, (catena Trans-Alaj-Pamir);
- 1928 prima salita al Trapez-Pik, 6.048 m, (catena Trans-Alaj, Pamir);
- 1928 prima salita al Pik Lenin (Pik Kaufmann) tramite la cresta nord-orientale, 7.134 m, (catena Trans-Alaj, Pamir, Asia centrale);
- 1929 partecipante alla spedizione tedesca al Kangchenjunga-Himalaya, (Himalaya, Nepal/India);
- 1931 prima salita delle Alpi della Val Monastero, (Bassa Engadina, Svizzera);
- 1931 prima salita invernale della Pühnspitze, 3.017 m, (Grigioni);
- 1931 prima ascensione invernale del Piz Plavna Dadaint attraverso il fianco sud e la cresta sud-est, 3.169 m, (Engadina, Svizzera);
- 1931 ascensione invernale del Piz Sampuoir, 3.023 m, (Gruppo Sesvenna, Svizzera);
- 1931 prima ascensione invernale del Piz Ftur, 3.022 m, (Gruppo Sesvenna, Svizzera);
- 1931 prima ascensione invernale del Piz Laschadurella, 3.054 m, (Engadina, Svizzera);
- 1931 partecipante e medico della spedizione seconda spedizione tedesca in Himalaya al Kangchenjunga, 8.586 m (Himalaya, Nepal/India)[3];
- 1931 salita al Kangchenjunga e allo "Spurgipfel", 7.900m, 8.586m, (Himalaya, Nepal/India)[1][2].